# Union Gap (Washington)
Union Gap est une ville américaine située dans le comté de Yakima, dans l'État de Washington. Selon le recensement de 2020, sa population est de 6 568 habitants.